# Amrei
Amrei ist ein weiblicher Vorname.

## Herkunft des Namens
Amrei ist die Zusammensetzung der Namen Anna und Maria, also die Kurzform von Annemarie.

## Bedeutung des Namens
- Anna ‚Die Huldige, Gnädige‘
- Maria mit unklarer Bedeutung

## Verbreitung
Der Name Amrei stammt ursprünglich aus Vorarlberg, vor allem im Tal Montafon.
Er kommt aber oft in der Schweiz und in Süddeutschland vor, auch in Tirol.

## Namensträgerinnen
- Amrei Bahr (* 1985), deutsche Philosophin und Mitbegründerin von Ich bin Hanna
- Amrei Fechner (* 1946), deutsche Autorin und Illustratorin
- Amrei Haardt (* 1989), deutsche Schauspielerin